# Scandale à Hollywood (film, 1926)
Pour les articles homonymes, voir Scandale à Hollywood.
Pour plus de détails, voir Fiche technique et Distribution.
Scandale à Hollywood (titre original : 45 Minutes from Hollywood) est un film muet américain réalisé par Fred Guiol sorti en 1926.
Il s'agit du deuxième film que tournent ensemble Stan Laurel et Oliver Hardy après Le Veinard (The Lucky Dog) en 1921 même si les deux acteurs n'ont aucun plan en commun.

## Synopsis
Une famille de la campagne « très profonde » est en devoir d'honorer une dette au risque de perdre sa propriété hypothéquée et pour cela doit se rendre au bureau de recouvrement dont les locaux se trouvent à… Hollywood !

Ne serait-ce qu'à cause de la magie évoquée par un tel lieu, tous les membres de la famille sont volontaires pour se charger de cette obligation, mais l’un d’entre eux doit rester garder la maison. C’est finalement la mère qui s’y colle, et le fils, Orville, sa sœur et le grand-père se rendent à la gare avec l'unique bicyclette familiale. Après avoir bien failli le rater, les deux jeunes gens prennent le train pour Hollywood en laissant le grand-père sur le quai...

Arrivés sur place Orville et sa sœur participent à une visite organisée de la ville en autobus. Ce dernier s'arrête près d'une banque où semble se tourner un film et Orville, bien décidé à saisir sa chance sur n'importe quelle opportunité pour faire du cinéma, s'accroche à celle qu'il prend pour l'actrice principale. Las, il s'agissait d'un véritable braquage maquillé en tournage et voici notre héros entraîné dans de rocambolesques aventures !

## Fiche technique
- Titre original : 45 Minutes from Hollywood
- Titre français : Scandale à Hollywood
- Réalisation : Fred Guiol
- Scénario : Hal Roach (scénario) H.M. Walker (intertitres)
- Producteur : Hal Roach
- Société de production : Hal Roach Studios
- Société de distribution : Pathé Exchange
- Pays de production :  États-Unis
- Langue : intertitres en anglais
- Format : Noir et blanc - 35 mm - 1,37:1  -  Muet
- Genre : Comédie
- Longueur : deux bobines
- Date de production : août 1926
- Date de sortie : 
  - États-Unis : 26 décembre 1926

## Distribution
- Glenn Tryon : Orville
- Charlotte Mineau : la mère
- Rube Clifford : le grand-père
- Oliver Hardy : le détective de l'hôtel
- Edna Murphy : Em, la femme du détective

Reste de la distribution non créditée
- Ed Brandenburg : un client de l'hôtel
- Monte Collins : un client de l'hôtel
- Molly O'Day : la sœur d'Orville
- Janet Gaynor : une cliente de l'hôtel
- Al Hallett : figuration
- Jack Hill : un client de l'hôtel
- Ham Kinsey : un client de l'hôtel
- Stan Laurel : dans un lit "déguisé en James Finlayson"
- Jerry Mandy : le concierge de l'hôtel[2]
- Tiny Sandford : le contrôleur du train

Caméos :
- Theda Bara : rush de Madame Mystery
- Vivien Oakland : dans le journal que lit le grand-père
- Les Petites Canailles
  - Joe Cobb
  - Jackie Condon
  - Mickey Daniels
  - Johnny Downs
  - Allen "Farina" Hoskins
  - Scooter Lowry
  - Jay R. Smith
- The Hal Roach Bathing Beauties

## Autour du film
Même si le film est de nos jours resté connu pour être le premier dans lequel jouent Stan Laurel et Oliver Hardy lorsqu'ils travaillent tous les deux aux Hal Roach Studios, les deux acteurs ne partagent aucun plan.

Le film est divisé en deux parties dont la liaison est faite d'une longue scène narrant la visite en autobus d'Hollywood qui est le prétexte à plusieurs caméos. En fait, le film est monté avec des rushes de films précédents comme Madame Mystery pour Theda Bara. Le guide indique, à droite et à gauche de l'Autobus, des vedettes, Orville tourne la tête systématiquement du côté opposé et du coup ne voit rien. La première partie du film se passe chez la famille d'Orville et donne lieu à un gag que l'on retrouve dans le film suivant avec cette fois Laurel et Hardy Maison à louer (Duck Soup), tourné peu de temps après par le même Fred Guiol. Il présente dans les deux films la même incohérence : la chaîne du vélo déraille car fortement sollicitée par une forte montée et un vélo surchargé, le plan suivant le vélo se retrouve en descente, lancée à une vitesse folle que les acteurs sur leur bicyclette ont bien du mal à maîtriser.
Oliver et Stan n'apparaissent que dans la deuxième partie et Hardy a pour la seule fois (dans des films où ils jouent ensemble avant d'avoir constitué leur tandem comique) un rôle plus important que Laurel. Ce dernier ayant à jouer le rôle d'un acteur pris malgré lui au milieu d'une bagarre, il choisit de plagier James Finlayson. Méconnaissable avec une énorme moustache et vêtu, comme souvent l'acteur écossais le fait, d'une chemise et d'un bonnet de nuit.

Il est à remarquer que l'acteur jouant le rôle du voleur travesti en femme et a un rôle de tout premier plan dans l'intrigue, est non crédité.